# Gergő Kis
Pour les articles homonymes, voir Kis.
Gergő Kis, né le 19 janvier 1988 à Tapolca, est un nageur hongrois, spécialiste surtout du 400 mètres nage libre et des courses de fond (800 et 1 500 mètres).
Il a été champion d'Europe en 2008 sur 800 mètres et a participé aux Jeux olympiques de 2004. En 2011, il  a obtenu deux médailles de bronze individuelles en 800 m et en 1 500 m nage libre lors des championnats du monde de Shanghai en grand bassin.